# 嘉禾街道 (遂宁市)
嘉禾街道，是中华人民共和国四川省遂宁市船山区下辖的一个乡镇级行政单位。

## 行政区划
嘉禾街道下辖以下地区：
嘉禾社区、滨江社区、明月社区、龙桥社区、吉祥社区、天峰社区和吴家湾社区局委会。